# Der Fuchs von Glenarvon
Der Fuchs von Glenarvon ist ein NS-Propagandafilm von Max W. Kimmich aus dem Jahr 1940 mit stark antibritischen und – ebenso wie Mein Leben für Irland – pro-irischen Tendenzen.

## Handlung
Der Engländer Grandison ist von den Briten als Friedensrichter in Irland eingesetzt. Seine Frau Gloria ist Irin und unterstützt ihre Landsleute, wo sie nur kann. Ihr Mann hat sich jedoch durch seinen luxuriösen Lebensstil hoch verschuldet und in eine finanziell   ausweglose Lage gebracht. Deshalb schließt er eine hohe Versicherung für sein Schiff ab, das er anschließend versenken lässt. Danach lässt er auch seinen Komplizen und Mitwisser, den Strandvogt Thripp, beseitigen.
Als der irische Baron Sir John Ennis of Loweland nach langen Jahren wieder nach Irland zurückkehrt, trifft er sich mit gleichgesinnten Patrioten im Bund der Bändermänner, um für die Rechte der Iren einzutreten. Er trifft auch auf Gloria, die Frau des Friedensrichters. Als der skrupellose Grandison mitbekommt, dass seine Frau von Sir John Ennis verehrt wird, beschließt er, ihm und den Bändermännern die Schuld für den Untergang seines Schiffes und die Ermordung des Strandvogtes in die Schuhe zu schieben, und diese so aus dem Weg zu räumen. Der Baron versteht es aber, sich gegen den Friedensrichter zu wehren.

## Produktion
Die Dreharbeiten für Der Fuchs von Glenarvon begannen im Dezember 1939 und endeten im Februar 1940. Die Uraufführung fand am 24. April 1940 in Berlin statt.

## Zeitliche Einordnung und Kritik
Der Fuchs von Glenarvon basiert auf dem gleichnamigen Roman von Nicola Rhon, wobei Irland und der irische Freiheitskampf eher nur als „Hintergrund einer interessanten Privataffäre“ dienen.